# Metazygia crabroniphila
Metazygia crabroniphila är en spindelart som beskrevs av Embrik Strand 1916. Metazygia crabroniphila ingår i släktet Metazygia och familjen hjulspindlar. Inga underarter finns listade i Catalogue of Life.